# Павленко, Николай Максимович
Никола́й Макси́мович Павле́нко (между 1908-м и 1914-м, село Новые Соколы Иванковского района Киевской области — 1955) — советский мошенник и теневой предприниматель, создатель нелегальной организации — «Управления военного строительства», которая под видом подчинённой наркомату обороны и позже Министерству вооружённых сил военно-строительной части занималась строительством шоссейных и железных дорог на территории Молдавской и Украинской ССР. Используя поддельные документы и коррупционные связи, Павленко и его помощники сумели встроиться в послевоенную систему народного хозяйства — они носили военную форму, поддерживали счета в Государственном банке и Промышленном банке, заключали подрядные договоры с различными государственными ведомствами, получали строительную технику. В 1952 году организация была разоблачена; Павленко в 1955 году был расстрелян по приговору суда.

## До войны
Николай Павленко родился в семье зажиточного мельника. В период коллективизации семья была раскулачена, отец сослан и вскоре умер. В 1928 году Николай ушёл из дома. Работал строителем-дорожником в «Главдортрансе». Подделав документы, поступил на автодорожный факультет Белорусского государственного политехнического института, но бросил его через два года.
В период борьбы с троцкистами был привлечён по делу о трёх колосках, отсидел в следственном изоляторе 35 суток. В СИЗО сотрудники НКВД, некие Керзон и Сахно, завербовали его, чтобы привлечь «к разработке материалов против троцкистов Волкова и Афанасьева», сотрудников стройуправления, и как «сознательного» и «преданного» рекомендовали в серьёзную организацию — Главвоенстрой. На новом рабочем месте Павленко успешно справлялся с работой прораба, старшего прораба, заведующего стройучастком.

## В годы войны
27 июня 1941 года воентехник 1-го ранга Павленко был назначен на должность помощника инженера 2-го стрелкового корпуса (старший лейтенант) и отступал вместе с корпусом до самой Вязьмы. Затем был откомандирован в отдел аэродромного строительства ВВС Западного фронта, после чего дезертировал, подделав документы.
Впоследствии в Солнечногорске и Клину он случайно встретил нескольких сослуживцев по довоенной артели, а в Калинине познакомился с Людвигом Рудниченко, специалистом по тактическим действиям и дезертиром, умевшим мастерски вырезать печати из резины. Этим умением и решил воспользоваться Павленко: ему в голову пришла идея создать ни много ни мало — воинскую часть. Рудниченко идея Николая понравилась — и он согласился помочь. Так в Калинине появился «Участок военно-строительных работ № 5 Калининского фронта» (УВСР-5).
Для привлечения в ряды своей части военнослужащих Павленко направил в военную комендатуру и комиссариат Калинина официальные запросы, предварительно подружившись с нужными людьми. Численность подчинённых Павленко достигла нескольких десятков человек. После этого Павленко начал заключать договоры подряда на выполнение дорожных и строительных работ с различными организациями Калинина. Осенью 1943 года Калининский фронт был расформирован, и часть Павленко перешла в подчинение 12-го РАБа (район авиационного базирования) и теперь называлась УВР-5.
Часть получала пополнения из отставших и дезертировавших солдат. На завершающем этапе войны состав организации «УВР» превышал 200 человек. На вооружении у них находилось до 100 единиц огнестрельного оружия и огромные запасы трофейного имущества. Павленко присваивал звания себе и подчинённым, награждал медалями и орденами.
Приказом ВС 4-й Воздушной армии №: 18/н от: 28.02.1945 года (по представлению своего сообщника, начальника ОАС (Отдел Аэродромного Строительства) 12 РАБ Цыплакова) «майор» Павленко, начальник УВР-2, награждён орденом Красной Звезды.

## Послевоенное время
Павленко вместе со своей частью дошёл до Одера и Берлина. При этом организация располагала денежными средствами в общей сумме до 3 миллионов рублей. И если простые солдаты участка думали, что идут ставить финальную точку в битве с немцами, то их криминальные «коллеги» знали истинную цель этого путешествия — максимальное обогащение на землях побеждённого противника. На вывоз имущества «УВС» потребовался эшелон из 30 железнодорожных вагонов.
К началу 1950-х годов Павленко перестал скрывать свой высокий достаток: передвигался только на автомобиле марки «Победа», заполнял свой дом антиквариатом, среди его друзей было немало высокопоставленных лиц.
Члены организации Павленко выполняли строительно-ремонтные работы для различных провинциальных структур при полной взаимной заинтересованности. В 1952 году группа стала распространять среди рабочих одной из подрядных организаций облигации госзайма. Бригадир нанятых рабочих написал жалобу Ворошилову, что Павленко собрал деньги на государственные облигации, но сами ценные бумаги при этом не выдал. Для организации расследования был задействован оперативный состав органов госбезопасности пяти союзных республик, и через две недели следы обнаружились в Кишинёве. Ордер на арест Павленко за № 97 подписал тогда ещё мало кому известный заместитель министра госбезопасности Молдавской ССР подполковник ГБ Семён Цвигун. В результате операции 14 ноября 1952 года были задержаны более 300 человек, из них около 50 так называемых офицеров, сержантов и рядовых (Л. Рудниченко, начальник штаба «УВР» М. Завада, «начальник контрразведки майор» Ю. Константинер, кассир «УВС» Клименко). Самого Павленко, носившего погоны полковника, задержали 23 ноября. Всего было арестовано более 400 человек, из них 105 — в Молдавии.
Для расследования дела была создана бригада из ответственных работников Главной военной прокуратуры во главе с В. Маркалянцем, Л. Лаврентьевым и опытных военных следователей с периферии.

## Суд
Судебное разбирательство началось 10 ноября 1954 года. Семнадцати подсудимым, составлявшим костяк преступной группы, вменялись следующие статьи УК РСФСР:
- подрыв государственной промышленности путём соответствующего использования государственных предприятий;
- антисоветская агитация — в этой части обвинения Павленко был оправдан;
- участие в контрреволюционной организации;
- вредительство.

В общей же сложности число участников группы достигало более 300 человек, многие из них даже не подозревали, что работают в бандитской структуре.
Приговор по этому делу был оглашён трибуналом Московского военного округа 4 апреля 1955 года. Павленко по статье 58-7 УК РСФСР и по совокупности преступлений был приговорён к высшей мере уголовного наказания — расстрелу, с конфискацией принадлежащего лично ему имущества. Остальные 16 подсудимых были приговорены к лишению свободы на сроки от 5 до 20 лет (Рудниченко), с поражением в правах, конфискацией имущества, лишением орденов и медалей.
Расследование также установило, что на территории Молдавской ССР группа Павленко привлекла к своей деятельности: министра пищевой промышленности К. Цуркана и его заместителей Азарьева и Кудюкина; первого секретаря Тираспольского ГК КП(б)М В. Лыхваря; секретаря Бельцкого ГК КП(б) М Л. Рачинского и других. «Дело Павленко» рассматривалось на двух заседаниях Бюро ЦК КПМ: 16 декабря 1952 и 10 февраля 1953 года. Было принято решение о создании комиссии по расследованию во главе с секретарём ЦК КПМ А. Лазаревым. Заместители министра Азарьев и Кудюкин были уволены, а Азарьев заодно исключён из партии. Их начальник К. Цуркан, секретари горкомов Л. Рачинский и В. Лыхварь отделались выговорами.

## Отражение в искусстве
- Об этой истории в России в 2009 году режиссёром Андреем Грачёвым снят документальный фильм «Фальшивая армия. Великая афера полковника Павленко».
- Документальный фильм «Миллионер из Красной армии» (Валерий Довбня).
- «По мотивам» деятельности организации Павленко в 2011 году был снят художественный телесериал «Чёрные волки». В фильме полковник — начальник лже-военностроительной части носит фамилию Клименко.
- История о Павленко легла в основу книги Олега Хлевнюка «Корпорация самозванцев. Теневая экономика и коррупция в сталинском СССР»